# Rohrenfels
Rohrenfels è un comune tedesco di 1 474 abitanti, situato nel land della Baviera.